# The Adventures of Ozzie and Harriet
The Adventures of Ozzie and Harriet è una serie televisiva statunitense in 435 episodi trasmessi per la prima volta nel corso di 14 stagioni dal 1952 al 1966. 

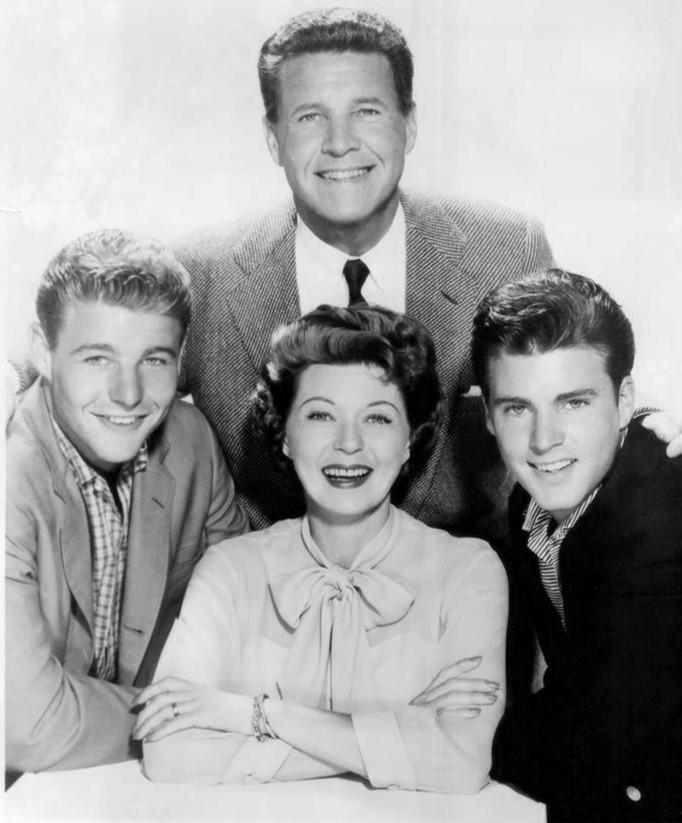
La famiglia Nelson nel 1960

Il programma nasce dal successo dell'omonima serie radiofonica, che dal 1944 vedeva impegnata la famiglia Nelson ad interpretare se stessi. I genitori e ideatori del programma erano gli attori e cantanti Ozzie Nelson e Harriet Nelson. Essi vi inclusero anche i loro due figli sin dal primo episodio come personaggi, anche se all'inizio le voci dei ragazzi erano affidate alla radio a vari attori. Dopo qualche anno tuttavia David Nelson e Ricky Nelson si sentirono pronti per unirsi al programma. Quando nel 1952 la serie fu adattata per il cinema (Here Come the Nelsons) i quattro formavano già un insieme affiatato e di grande esperienza. Il successo del film spinse i Nelson a intraprendere anche l'impresa televisiva, iniziata nell'ottobre dello stesso anno. Per un paio di anni la serie continuerà a svolgersi in parallelo alla radio e alla televisione, fino al giugno 1954. 
La serie televisiva ebbe buon successo e si protrarrà per ben 14 stagioni, contribuendo in modo decisivo all'affermarsi del genere delle sitcom familiari. David e Ricky sono tra i primi attori bambini a crescere letteralmente sullo schermo assieme ai loro personaggi, dalla prima adolescenza fino all'età adulta. Specie per quanto riguarda Ricky la serie documenta fedelmente passo dopo passo la sua personale trasformazione da attore bambino a idolo delle adolescenti e a cantante di successo.

## Trama
Ozzie and Harriet Nelson sono alle prese con i mille piccoli problemi quotidiani della loro famiglia. Il loro maggiore impegno è nell'educare e sostenere i loro figli, David e Ricky, che da bambini diventano adolescenti e quindi adulti e si confrontano con problemi sempre più complessi.

## Produzione
La serie fu prodotta negli Stati Uniti da Stage Five Productions, Volcano Productions. Le riprese furono effettuate in studio in California.

## Distribuzione
Distribuita da ABC, la serie fu trasmessa negli Stati Uniti su ABC dal 3 ottobre 1952 al 26 marzo 1966.

## Episodi
| Stagione                 | Episodi | Prima TV USA | Prima TV Italia |
| ------------------------ | ------- | ------------ | --------------- |
| Prima stagione           | 39      | 1952-1953    |                 |
| Seconda stagione         | 39      | 1953-1954    |                 |
| Terza stagione           | 28      | 1954-1955    |                 |
| Quarta stagione          | 26      | 1955-1956    |                 |
| Quinta stagione          | 39      | 1956-1957    |                 |
| Sesta stagione           | 35      | 1957-1958    |                 |
| Settima stagione         | 36      | 1958-1959    |                 |
| Ottava stagione          | 32      | 1959-1960    |                 |
| Nona stagione            | 33      | 1960-1961    |                 |
| Decima stagione          | 25      | 1961-1962    |                 |
| Undicesima stagione      | 26      | 1962-1963    |                 |
| Dodicesima stagione      | 25      | 1963-1964    |                 |
| Tredicesima stagione     | 26      | 1964-1965    |                 |
| Quattordicesima stagione | 26      | 1965-1966    |                 |